# Biblioteca Real da Bélgica
A Biblioteca Real da Bélgica (Koninklijke Bibliotheek van België, em holandês; Bibliothèque Royale de Belgique em francês; abreviada KBR, conhecida também como Biblioteca Real Alberto I e, logo, apelidada de Albertina) é a biblioteca nacional do Reino da Bélgica, sendo uma das instituições culturais mais importantes daquele país.

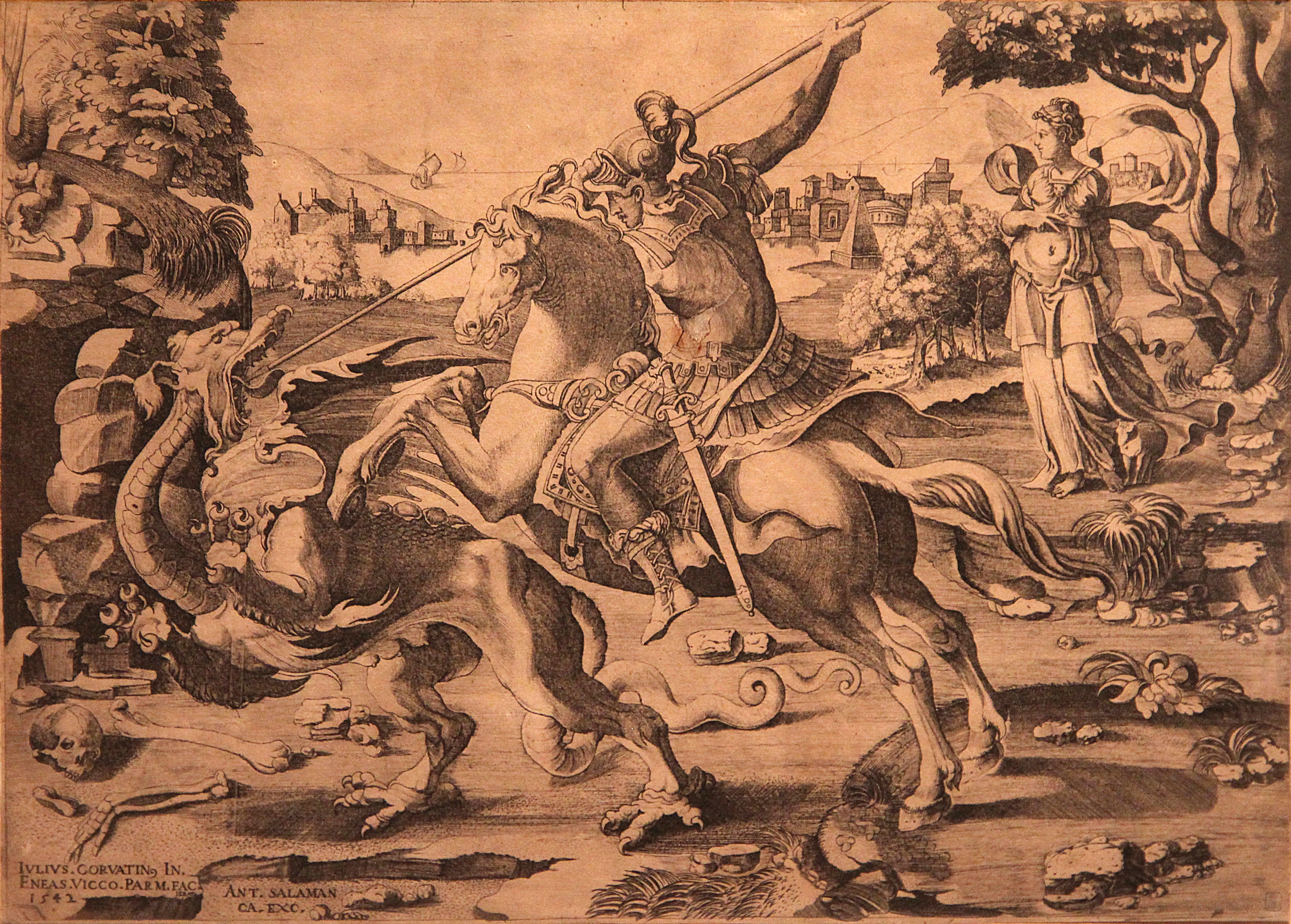
Gravura do Cabinet des Estampes Enea Vico segundo Giulio Clovio (1522).

A biblioteca tem uma história que remonta à idade do Ducado da Borgonha. Na segunda metade do século XX, um novo prédio foi construído no complexo urbanístico Mont des Arts na região central de Bruxelas. A biblioteca possui várias coleções de importância histórica, como os famosos arquivos do musicólogo François-Joseph Fétis, além de ser a instituição depositária de todos os livros já publicados na Bélgica ou no estrangeiro por autores belgas.
Existem cerca de cinco milhões de volumes encadernados na Biblioteca Real, incluindo uma coleção de livros raros na ordem de 45.000 obras organizadas nos dezessete andares do edifício em que ela se estabelece. A biblioteca tem mais de 700.000 gravuras e desenhos, 150.000 mapas e planos, e mais de 250.000 objetos, desde moedas até balanças de pesos monetários. Esta coleção de moedas detém uma das moedas mais valiosas no domínio da numismática, uma Tetradrachm siciliana do século V.
A Biblioteca também abriga o Centro de Estudos Americanos, um novo instituto de ensino superior estabelecido pela Universidade da Antuérpia, pela Universidade Livre de Bruxelas, pela Universidade de Ghent, e a Katholieke Universiteit Leuven, que é reconhecida internacionalmente  pelo curso de mestrado em artes em estudos americanos.
A Biblioteca Real está aberta apenas para consulta local. Os usuários devem ter pelo menos dezoito anos de idade e deve pagar uma taxa anual.